# Tom Novy
Tom Novy, pseudonimo di Thomas Reichold (Kaufbeuren, 10 marzo 1970), è un produttore discografico, disc jockey e conduttore televisivo tedesco.

## Biografia
Attivo come dj nell'ambiente dei club di Monaco di Baviera fin dalla metà degli anni ottanta, fece il suo primo djset nel 1986 durante una festa scolastica diventa per la prima volta DJ resident al Babalu Club.
Inizialmente orientato verso lo stile hip hop, si è gradualmente avvicinato alla musica house fino alla pubblicazione del singolo I House U nel 1995, che riprendeva un campione del brano I'll House You dei Jungle Brothers.
Dopo la produzione di alcuni singoli divenuti noti negli ambienti rave, conobbe il produttore della Kosmo Records Enia con il quale strinse un sodalizio artistico producendo diversi brani accreditati come Novy vs Eniac, ottenendo la notorietà internazionale nel 1997 con il brano Superstar che entrò nelle classifiche di diciotto paesi e fu considerato dalla critica a decenni di distanza uno dei migliori brani house di tutti i tempi.
P roseguì poi l'attività come solista partecipando spesso come ospite di vari Festival di musica techno e elettronica come la LoveParade e esibendosi come disc jockey a livello internazionale in aree come Ibiza, Miami, Dortmund e Francoforte. Sul piano della produzione discografica, ha realizzato due album e numerosi singoli tra cui Your Body, con cui ottenne nuovamente il successo internazionale.
Parallelamente all'attività di disc jockey, ha lavorato per dieci anni come conduttore televisivo per la versione tedesca di MTV e il canale tematico Viva, per i quali ha presentato trasmissioni musicali.

## Discografia

### Album in studio
- 2000 - My Definition (Kosmo Records/BMG)
- 2006 - Superstar (Kosmo Records)

### Raccolte
- 2011 - Retrospective (1995–2011)

### Singoli
- 1995 - I House U
- 1996 - The Odyssey (con Afrika Islam e Vicky Culhoun)
- 1997 - Creator (The Rave & Cruise Anthem) (con Oliver Morgenroth)
- 1999 - I Rock (con Adrian Misiewicz e Virginia)
- 2000 - Now or Never (con Adrian Misiewicz e Lima)
- 2000 - My Definition
- 2000 - Welcome to the Race (con Adrian Misiewicz e Lima)
- 2000 - Music Is Wonderful (con Adrian Misiewicz e Lima)
- 2001 - Back to the Streets
- 2002 - It's Over (con Sabrynaah Pope)
- 2003 - Lovin' You (con Adrian Misiewicz)
- 2004 - Your Body (con Adrian Misiewicz e Michael Marshall)
- 2005 - Take It (Closing Time) (con Adrian Misiewicz, Jan Krause e Lima)
- 2006 - Unexpected (con Adrian Bahild e Robin Felder)
- 2007 - My House (con Adrian Bahild e Michael Marshall)
- 2008 - Trasformation (con Isma-Ae e Trasform)
- 2008 - Runaway (con Adrian Bahild e Abigail Bailey)
- 2008 - Ziganje (con Adrian Bahild)
- 2009 - (My City Is) My Lab (con Adrian Bahild e Sandra Nasić)
- 2010 - Touch Me (con Jerry Ropero feat. Abigail Bailey)
- 2011 - Underground People (con Strobe e Freakazoid)
- 2011 - Can We Live (con Toni Del Gardo)
- 2011 - Thelma & Luise (con Veralovesmusic)
- 2012 - Walking on the Moog
- 2012 - Tipsy Girl (con Jashari)
- 2013 - Dancing in the Sun (con Amadeas)
- 2013 - Feel It (con Mekki Martin)
- 2013 - Ohne dich (con Anna Deutsch)
- 2014 - Time Might Tell (con Veralovesmusic)
- 2014 - Nothing Lasts Forever (con Amadea)
- 2014 - Pumpin'
- 2014 - Fat Cat
- 2014 - Berlin Love (con Amadeas)
- 2015 - Break the Silence (con Milkwish e Abigail Bailey)
- 2015 - Fleshlights (con Veralovesmusic)
- 2016 - Kiss (con Ron Carroll)
- 2016 - Closer to You (con Milkwish e Abigail Bailey)
- 2017 - Magic Happens (con Veralovesmusic)
- 2019 - I.O.U.
- 2019 - Broken Dreams (con Milkwish)
- 2020 - Ti amo per sempre (feat. Bella)
- 2020 - I Want Techno
- 2020 - Vamos a la playa (feat. Bella)
- 2020 - People Hold On (con Twism & Wavy dot. feat. Karmina Dai)
- 2020 - Peace, Love, Unity (con Twism & Wavy dot. feat. Fil Straughan)
- 2021 - Let's Dance (con Dan Le Blonde)
- 2021 - Needin
- 2021 - Too Lost in You (con Veralovesmusic)
- 2021 - Look at Me Now (con Shuja)
- 2021 - Ti amo per sempre
- 2021 - You Got Me Baby
- 2021 - Wrong (con Khetama e Colee Royce)
- 2022 - You're Gonna Miss My Lovin' (con Jeremy Juno)
- 2022 - Hypnotize
- 2022 - Down (con Cosmic Soul)
- 2022 - Higher (con Cosmic Soul)
- 2022 - In My Deepest Thoughts (con Cosmic Soul)
- 2022 - Beautiful (con Cosmic Soul)
- 2022 - Burn Me Up (con Twism & Jeremy Juno)
- 2022 - Falling in Love (con Cosmic Soul)
- 2022 - Other Side (con Cosmic Soul)
- 2022 - Champion Sound (con Cosmic Soul)
- 2022 - Fly 90 (con Cosmic Soul)
- 2022 - Fire (con Cosmic Soul)
- 2022 - Magic Happens 2022 (con Veralovesmusic)

Come Novy vs. Eniac
- 1998 - Smoke Dis
- 1998 - Superstar
- 1998 - Someday > Somehow (con Virginia)
- 1999 - Pumpin'

Con altri pseudonimi e collaborazioni
- 2002 - The First the Last Eternity (come Snap! vs Tom Novy)
- 2003 - @ Work come "Supermodel DJ" (con Phil Fuldner)
- 2005 - I Need Your Lovin come "Casanovy" (con Adrian Misiewicz)
- 2006 - New Dimension come "Yvonn" (con Adrian Bahil e Bill Brown)
- 2006 - The Power come "Tom Novy vs. TV Rock" (con i TV Rock)
- 2007 - Slap That Bith come Tom Novy vs. JCA (con Jean Claude Ades, Patty the Downtownprincess e Simone Anés)
- 2008 - Rhythm Is a Dancer 2008 come "Novy vs. Snap!"
- 2010 - Deep in My Soul come "Tom & Jerry feat. Loredana" (con Jerry Ropero)
- 2011 - Take Me to the Top come "Tom & Jerry" (con Jerry Ropero)